# 三河场镇
三河场镇，是中华人民共和国四川省巴中市恩阳区曾经下辖的一个镇。2019年12月，撤销三河场镇，将其所属行政区域划归渔溪镇管辖。

## 行政区划
三河场镇撤销前下辖以下地区：
王槐村、三元社区、三角村、碾盘村、金宝村、天池村、莲花寺村、寨子村、千丘村、青山村、花台村、柏垭村、王观村和毛家村。